# Falut
Le Falut (ou Phalut), avec 3 595 m, est le second plus haut sommet de l'État du Bengale-Occidental, Inde. Il appartient à l'arête de Singalila, dans l'Himalaya, et est situé à la frontière des états indiens du Bengale-Occidental et du Sikkim, et du Népal. Il se trouve dans le parc national de Singalila. Un petit refuge, proche du sommet du pic est administré par l'armée indienne.